# 高野本店
高野本店（たかのほんてん）は、宮城県刈田郡蔵王町に本社をおく製麺メーカーである。

## 概要
- 1950年4月に小麦粉等の委託加工業・製麺業として刈田郡蔵王町で創業された工場が母体となり、高野製麺が創設された。
- 1967年5月に株式会社として高野本店（株）が設立され、今の名前となった。
- 1975年4月には工場近くに直売所が設置される。その後、工場を同町に移転、主力商品であった1994年に島田麺のライン工場を増設し、現在に至る。
- 2009年2月、日本テレビ『行列のできる法律相談所』にて紹介。
- 2009年11月、日本テレビ『第3回行列のできる芸能人通販王決定戦』で優勝（有吉弘行プレゼン）。
- 2010年11月、日本テレビ『第5回行列のできる芸能人通販王決定戦』（有吉弘行プレゼン）で「1000万円越え（2位終了）」を果たしたが、『行列のできる法律相談所』にて数々の非礼を働いてしまい、「大顰蹙」をかってしまった。[1]。
- 2016年10月31日をもってネットでの通信販売を終了。店舗のみの販売となり、取り扱い商品は白石温麺のみとなった。

## 主な商品
- そば:やまいも入り島田そば、寒熟そばなど
- うどん：もちもちうどんなど
  - 甘ったれうどん
    - 高野本店の主力商品の一つ。テレビで紹介されたことで売り上げが伸び、2009年3月現在、生産が追いつかないため販売受付を停止している。
- そうめん
- 温麺（うーめん）：抹茶温麺、たまご温麺など
- 中華麺
- 冷麦